# 水戸日建工科専門学校
水戸日建工科専門学校（みとにっけんこうかせんもんがっこう）とは、茨城県水戸市にある建築の専修学校。建築士試験受験資格認定校。学校法人城東学園が運営。水戸日建工科専門学校にはグループ校があり、各校の所在地は、東京・横浜・宇都宮・群馬・新潟・浜松である。

## 設置学科
- 建築設計科（2年間）

二級建築士受験資格（実務0年）
一級建築士受験資格（実務4年）
- 建築インテリアデザイン科（2年間）

二級建築士受験資格（実務0年）
一級建築士受験資格（実務4年）
- 建築設計研究科（1年間）

在学中に二級建築士（国家資格）取得が可能。

## 所在地
- 茨城県水戸市城東3丁目5番10号